# Omar Racim
Omar Racim est un enlumineur, calligraphe et militant nationaliste algérien né le 3 janvier 1884 à Alger et mort le 3 février 1959 à Alger. Il est considéré également comme étant un des précurseurs de la Presse algérienne. 

## Biographie
Omar Racim est né en 1884, dans une populaire famille d'artistes d'origine turque.
Comme beaucoup d'enfants algériens de son époque Omar Racim a appris le Coran dans sa prime jeunesse. Il va également  s'initier à l'art de l'enluminure dans l'atelier familial à la Casbah d'Alger.
Autodidacte bilingue, il commence à travailler dans une imprimerie coloniale à l’âge de 14 ans. Ce qui lui permet de découvrir le monde de la presse, son importance et de s’intéresser à la politique et aux courants idéologiques de l’époque. Ses premiers articles journalistiques datent de 1909. Ils sont publiés dans les journaux "El Moudjahid" et "Mourchid El Ouma" qui paraissent en Tunisie.  Il dénonce la pauvreté et les maux sociaux.
En 1913 il crée le journal Dhou el Fikar, publication de 4 numéros qui va être interdite de parution par l'administration coloniale le 18 juin 1914. 
Le 6 novembre 1915, il est arrêté et emprisonné pour ses idées politiques et nationalistes.
Libéré le 21 septembre 1921, il va se consacrer à ses activités en matière d'arts appliqués et voyage en Tunisie, Maroc, Égypte et France.
Il publie des écrits sur la musique, l'art andalou et l'architecture dans des revues marocaines, tunisiennes et égyptiennes.
En 1931, il participe à l'exposition coloniale internationale de Paris où il obtient un diplôme d'honneur.
Omar Racim fonde en 1939 une école de miniature, enluminure et calligraphie à Alger où il forme une pléiade de jeunes artistes dont Temmam, Ben Debbagh, Boutaleb. À la même époque, il appartient à l'Union Artistique de l'Afrique du Nord et expose dans ses salons.
À partir de 1940 il se consacre uniquement à l'enluminure du Coran.
En 1947 il est nommé professeur à l'École supérieure des beaux-arts d'Alger.
Omar Racim est le frère aîné de Mohammed Racim.

## Musées
- Musée national des Beaux-Arts d'Alger
- Musée national des antiquités et des arts islamiques
- Musée public national d’Art moderne et contemporain d’Alger
- Musée national de l'enluminure, de la miniature et de la calligraphie d'Alger

## Elèves
- Mohamed Ranem